# Convoi HXF 14
Le convoi HXF 14 est un convoi rapide passant dans l'Atlantique nord, pendant la Seconde Guerre mondiale. Il part de Halifax au Canada le 27 décembre 1939 en direction de différents ports du Royaume-Uni, à Nantes et au Havre. Il arrive le 8 janvier 1940.

## Composition du convoi
Ce convoi est constitué de 20 navires  :
- Royaume-Uni : San Arcadio, Geraldine Mary, Oilfield, Adrastus, San Conrado, Custodian, San Emiliano, Manchester Division, Cliftonhall, Daronia, Dolabella, Manipur, Lucellum
- France : Shéhérazade, Saintonge, Roussillon, Wisconsin, Alabama
- Norvège : Belinda

## Escorte
Ce convoi est escorté par :
- les destroyers canadiens NCSM Skeena et NCSM Saguenay du 19/12 au 20/12
- le croiseur auxiliaire : HMS Ascania du 27/12 au 05/01/40
- le sloop britannique : HMS Deptford (en) du 05/01/40 au 08/01/40
- le destroyer britannique : HMS Versatile (en) du 05/01/40 au 08/01/40

## Voyage
Parti le 27 décembre, le convoi arrive le 8 janvier à Liverpool.